# Kárász (település)
Kárász község Baranya vármegyében, a Komlói járásban.

## Fekvése
Komlótól 10 kilométerre északkeletre, Magyaregregy és Vékény között fekszik, a Pécs-Hird és Szászvár közötti 6541-es út mentén. Utóbbiból a település központjában ágazik ki észak felé a 7 kilométer hosszú 65 181-es út, ez vezet Szalatnak és azon keresztül a zsákfalunak tekinthető Köblény településekre illetve ezen érhető el a Dombóvár–Bátaszék-vasútvonal Szalatnak megállóhelye és Kárász-Köblény megállóhelye is.

## Története
Kárász és környéke már az őskorban lakott hely volt, később a rómaiak is megtelepedtek a környéken. Erre utalnak az itt talált csont- és kőszerszámok, római kori leletek.
A település nevét az oklevelek 1325-ben említették először Karaz alakban írva. 1439-ben Albert magyar király egyik oklevelében volt említve a település neve egy panaszüggyel kapcsolatban. 1542-ben a pécsi püspökség birtokaként szerepelt. A török időkben a falu is a török dúlások áldozatává vált a szomszédos Máré várával és a környező településekkel együtt, azonban rövidesen újranépesült. 1703-ban Kárászt I. Lipót császár a pécsi püspöknek adományozta. 1720-ban az addig Tolna vármegyéhez tartozó falu Baranya vármegyéhez került.
1723-ban a település székesegyházi és szemináriumi birtok lett. 1800-as évek közepétől a szászvári körjegyzőséghez tartozott egészen az 1930-as évekig.

## Híres személyek
- Kühnel Márton (1884–1961) vállalkozó és feltaláló, madárbarát.

## Közélete

### Polgármesterei
- 1990–1994: Németh Károly (SZDSZ-FKGP-Faluszépítő Egyesület Kárász)[3]
- 1994–1998: Mezei Attila (Faluszépítő Egyesület Kárász)[4]
- 1998–2002: Mezei Attila (független)[5]
- 2002–2006: Mezei Attila (független)[6]
- 2006–2010: Mezei Attila (független)[7]
- 2010–2014: Lép Péter (független)[8]
- 2014–2019: Lép Péter (független)[9]
- 2019–2024: Lép Péter (független)[10]
- 2024– : Lép Péter (független)[1]

## Népesség
A település népességének változása:
| Lakosok száma | 322  | 316  | 319  | 323  | 289  | 312  | 310  | 315  |
|               | 2013 | 2014 | 2015 | 2019 | 2021 | 2022 | 2023 | 2024 |

A 2011-es népszámlálás során a lakosok 95,7%-a magyarnak, 8,4% cigánynak, 4,3% németnek mondta magát (3,7% nem nyilatkozott; a kettős identitások miatt a végösszeg nagyobb lehet 100%-nál). A vallási megoszlás a következő volt: római katolikus 69,7%, református 3,4%, evangélikus 3,7%, felekezeten kívüli 10,2%  (13% nem nyilatkozott).
2022-ben a lakosság 82,4%-a vallotta magát magyarnak, 3,8% németnek, 3,5% cigánynak, 0,3% románnak, 0,6% egyéb, nem hazai nemzetiségűnek (17,3% nem nyilatkozott; a kettős identitások miatt a végösszeg nagyobb lehet 100%-nál). Vallásuk szerint 38,1% volt római katolikus, 3,2% evangélikus, 2,2% református, 0,6% egyéb keresztény, 1% egyéb katolikus, 9,6% felekezeten kívüli (44,9% nem válaszolt).

## Nevezetességei
- Római katolikus temploma - 1300 körül épült, Szent Erzsébet tiszteletére szentelték fel. Az Árpád kori műemlék templomot az idők során többször átépítették.

## Testvértelepülések
- Ülke
- Pitten
- Vári
- Zentagunaras (Novo Orahovo)